# Lorenzana
Lorenzana é uma comuna italiana da região da Toscana, província de Pisa, com cerca de 1.144 habitantes. Estende-se por uma área de 19 km², tendo uma densidade populacional de 60 hab/km². Faz fronteira com Casciana Terme, Crespina, Fauglia, Lari, Orciano Pisano, Santa Luce.

## Demografia
| Variação demográfica do município entre 1861 e 2011                               |
|                                                                                   |
| Fonte: Istituto Nazionale di Statistica (ISTAT) - Elaboração gráfica da Wikipedia |